# Howdenocarus mexicanus
Howdenocarus mexicanus är en skalbaggsart som beskrevs av Hardy 1978. Howdenocarus mexicanus ingår i släktet Howdenocarus och familjen Melolonthidae. Inga underarter finns listade i Catalogue of Life.